# Логан (Північна Дакота)
Логан (англ. Logan) — переписна місцевість (CDP) в США, в окрузі Ворд штату Північна Дакота. Населення — 247 осіб (2020).

## Географія
Логан розташований за координатами 48°9′35″ пн. ш. 101°10′32″ зх. д. / 48.15972° пн. ш. 101.17556° зх. д. (48.159652, -101.175645).  За даними Бюро перепису населення США в 2010 році переписна місцевість мала площу 3,81 км², з яких 3,78 км² — суходіл та 0,03 км² — водойми.

## Демографія
Згідно з переписом 2010 року, у переписній місцевості мешкали 194 особи в 75 домогосподарствах у складі 55 родин. Густота населення становила 51 особа/км².  Було 79 помешкань (21/км²).
Расовий склад населення:
| - 97,4 % — білих |

До двох чи більше рас належало 2,6 %. Частка іспаномовних становила 0,5 % від усіх жителів.
За віковим діапазоном населення розподілялося таким чином: 22,2 % — особи молодші 18 років, 63,9 % — особи у віці 18—64 років, 13,9 % — особи у віці 65 років та старші. Медіана віку мешканця становила 44,0 року. На 100 осіб жіночої статі у переписній місцевості припадало 120,5 чоловіків;  на 100 жінок у віці від 18 років та старших — 115,7 чоловіків також старших 18 років.
За межею бідності перебувало 12,7 % осіб, у тому числі 0,0 % дітей у віці до 18 років та 0,0 % осіб у віці 65 років та старших.
Цивільне працевлаштоване населення становило 84 особи. Основні галузі зайнятості: будівництво — 54,8 %, оптова торгівля — 21,4 %, науковці, спеціалісти, менеджери — 14,3 %, фінанси, страхування та нерухомість — 9,5 %.